# Cressac-Saint-Genis
Pour les articles homonymes, voir Cressac et Saint-Genis (homonymie).
Cressac-Saint-Genis est une ancienne commune du sud-ouest de la France, située dans le département de la Charente en région Nouvelle-Aquitaine.
Depuis le 1er janvier 2017, Cressac-Saint-Genis est une commune déléguée au sein de la commune nouvelle de Coteaux-du-Blanzacais avec Blanzac-Porcheresse, et Saint-Léger en 2019, le chef-lieu de la commune nouvelle étant fixé à Blanzac-Porcheresse.
Ses habitants sont appelés les Cressacais et Cressacaises.

## Géographie

### Localisation et accès
Cressac-Saint-Genis est une commune du Sud-Charente située à 3,5 km au sud de Blanzac, le chef-lieu de son canton.
Elle est aussi 11 km au nord-ouest de Montmoreau, 13 km à l'est de Barbezieux, 14 km au nord de Brossac et à 25 km au sud d'Angoulême.
La commune est traversée du sud au nord par la D 7, route de Brossac à Blanzac puis Roullet-Saint-Estèphe et Hiersac. D'autres routes moins importantes desservent la commune, comme la D 449 qui passe à l'est du bourg, ou la  .46 à l'ouest.
La gare la plus proche est celle de Montmoreau, desservie par des TER à destination d'Angoulême et de Bordeaux.

### Hameaux et lieux-dits
Le bourg de Cressac est minuscule. L'église de Saint-Genis est située 1 km à l'est de la mairie. La commune compte de nombreux petits hameaux et fermes, comme le Temple au nord, qui abrite l'ancienne église templière, les Aunais à l'ouest, Fessoles au sud, etc.

### Communes limitrophes
|        | Blanzac-Porcheresse (Coteaux-du-Blanzacais) | Saint-Léger (Coteaux-du-Blanzacais) |
| Bessac | Cressac-Saint-Genis                         | Nonac                               |
|        | Deviat                                      |                                     |

### Géologie et relief
Géologiquement, la commune est située dans les coteaux calcaires du Bassin aquitain datant du Crétacé supérieur, comme toute la moitié sud du département de la Charente.
On trouve le Campanien, calcaire crayeux, sur toute la surface communale. Une longue colline allongée au sud-est de la commune (au sud de la Tuilerie) est recouverte de dépôts du Tertiaire (Lutétien) composés de galets, sables et argiles, propices aux bois de châtaigniers. 
Des flancs de vallées sont occupés par des colluvions issues de la roche en place et datant du Quaternaire (Pléistocène), et les fonds par des alluvions,,.
Le territoire communal est assez vallonné et compose la Champagne charentaise. Son point culminant est à une altitude de 171 m, situé au sud-est de la commune, sur la crête allongée et boisée. Le point le plus bas est à 69 m, situé le long de l'Arce en limite occidentale. Le bourg de Cressac, situé dans une vallée, est à 92 m d'altitude.

### Hydrographie
La commune est arrosée au sud par l'Arce, affluent du Né et sous-affluent de la Charente. 
Elle compte deux petits ruisseaux affluents : le ruisseau des Marceaux qui limite la commune au sud-est, et le ruisseau des Aunais qui passe au pied du bourg de Cressac et de l'église de Saint-Genis.

### Climat
Comme dans les trois quarts sud et ouest du département, le climat est océanique aquitain.

## Toponymie
Les formes anciennes sont Creyssaco en 1298, Creyssac et Sancti Genesii en 1293 et 1400.
L'origine du nom de Cressac remonterait à un personnage gallo-romain Crixcius, issu du gaulois Crixus, auquel est apposé le suffixe -acum, ce qui correspondrait au « domaine de Crixcius »,,.

## Histoire
Au Moyen Âge et sous l'Ancien Régime, les paroisses de Cressac et Saint-Genis étaient en Angoumois, proches de la Saintonge au sud-ouest. Elles étaient dans le diocèse d'Angoulême.
Principalement aux XIIe et XIIIe siècles, Cressac se trouvait sur une variante nord-sud de la via Turonensis, itinéraire du pèlerinage de Saint-Jacques-de-Compostelle qui passait en Charente par Nanteuil-en-Vallée, Saint-Amant-de-Boixe, Angoulême, Mouthiers, et bifurquait à Blanzac vers Pons, Blaye ou Aubeterre pour se diriger vers Sainte-Foy-la-Grande.
Lors de la révolte de la gabelle en 1548, le curé de Cressac, Jean Morand, a été pris à la tête de ses paroissiens révoltés et a été brûlé vif à Angoulême. Avant la ruine de ce village, la cure de Cressac était relativement importante et son possesseur avait tous les droits seigneuriaux sur le pays.
Le village des Aunais était un fief dépendant de la seigneurie de la Faye, qui appartenait à la famille de Saint-Simon. Celui de chez Journaud, à Saint-Genis, doit son nom à une famille importante de l'Angoumois dont l'un de ses membres, Laurent Journaud, fut maire d'Angoulême de 1524 à 1527 et fut appelé Père du pays à cause de son dévouement au bien public.
Cressac et Saint-Genis-de-Blanzac ont fusionné le 1er janvier 1973.

### Les Templiers et les Hospitaliers
La présence d'un puits jamais à sec, a permis à une modeste commanderie de s'installer là, sur le chemin du pèlerinage de Saint-Jacques-de-Compostelle. La chapelle a été construite entre 1150 et 1160 et en est le seul bâtiment restant. Elle est de plan rectangulaire, avec des murs épais épaulés de contreforts, et son mur sud présente sur une pierre la marque en creux d'une main de pénitent, chacun d'entre eux devant frotter cette pierre.
L'intérieur de cette chapelle est remarquable car ses murs nord, est et ouest sont ornés de plusieurs fresques concernant les croisades : des scènes de la victoire des croisés et de l'armée franque de Hugues le Brun de Lusignan et de Geoffroy Martel (neveu de Guillaume IV Taillefer, comte d'Angoulême) sur les Sarrasins menés par Nourreddine, dans la plaine de la Bocquée, en 1163.
Ces fresques représentent des cavaliers en armes, ainsi que d'autres sujets dont un bateau (nef templière ?) Ces fresques sont faites par application d'une argile rouge locale liée au blanc d’œuf, dont la couleur a résisté au temps. Ces peintures ont été effectuées en plusieurs étapes par des artistes différents : sur le mur nord, en premier la frise du haut qui raconte une bataille, plus tard la frise du bas qui représenterait un échange de prisonniers et après un décor de frises les unes géométriques, les autres en rinceau, qui masquent par endroits le haut des heaumes et les sabots des chevaux.
Après la chute de l'ordre du Temple en 1312, cet ensemble a été donné aux Hospitaliers de l'ordre de Saint-Jean de Jérusalem. À la Révolution, celle-ci a été vendue comme bien national pour servir de bâtiment agricole.

## Administration

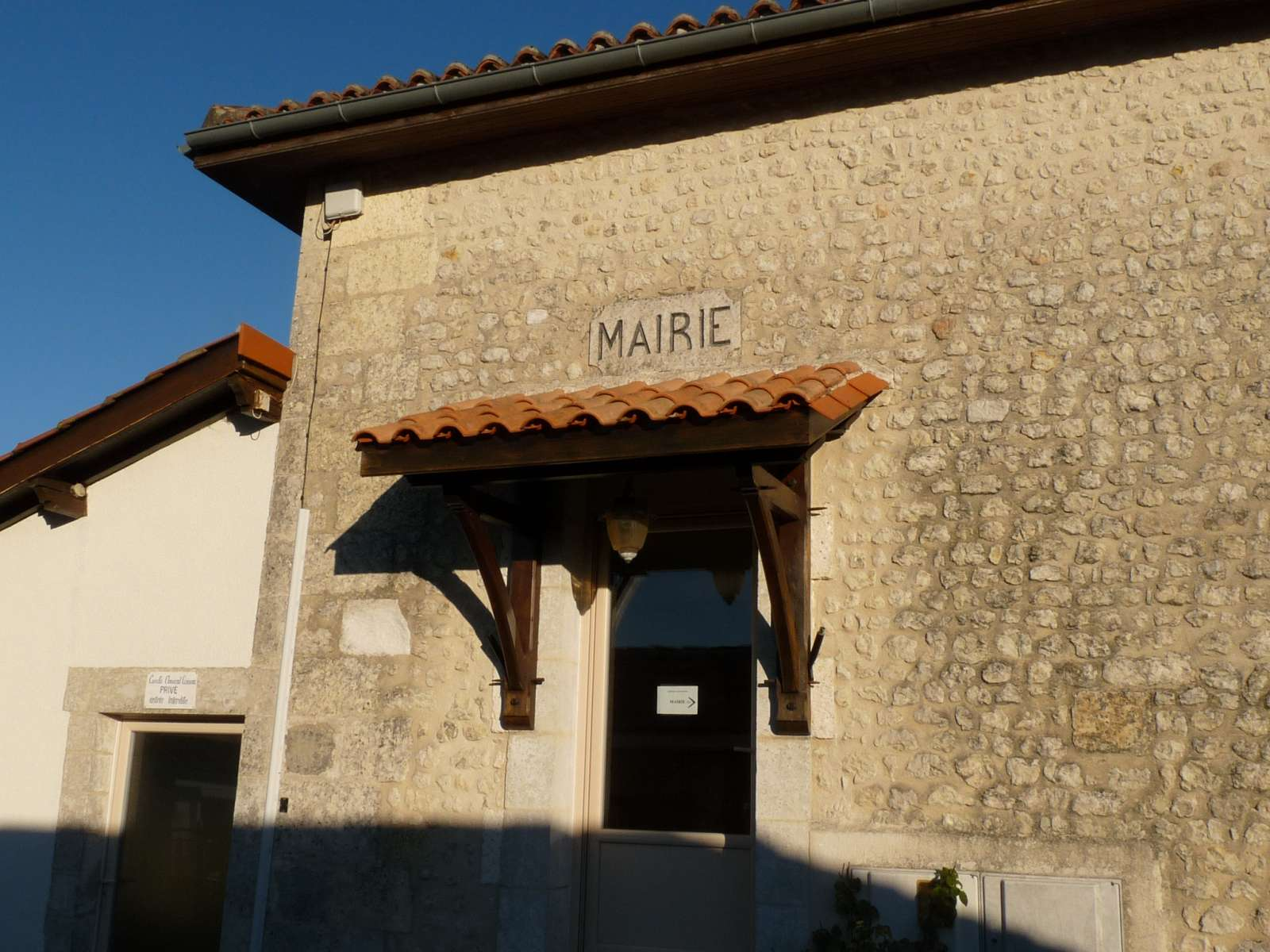
La mairie annexe, au bourg de Cressac.

### Liste des maires puis des maires délégués
| Période                                  | Période       | Identité         | Étiquette | Qualité                       |
| ---------------------------------------- | ------------- | ---------------- | --------- | ----------------------------- |
| Les données manquantes sont à compléter. |               |                  |           |                               |
| 2001                                     | 2008          | Bertrand Ardouin |           |                               |
| 2008                                     | décembre 2019 | Bernard Mauget   | SE        | Contrôleur de travaux publics |

| Période                                  | Période  | Identité          | Étiquette | Qualité |
| ---------------------------------------- | -------- | ----------------- | --------- | ------- |
| Les données manquantes sont à compléter. |          |                   |           |         |
| 2020                                     | En cours | Sébastien Morelli | SE        |         |

## Population et société

### Démographie
L'évolution du nombre d'habitants est connue à travers les recensements de la population effectués dans la commune depuis 1793. À partir du 1er janvier 2009, les populations légales des communes sont publiées annuellement dans le cadre d'un recensement qui repose désormais sur une collecte d'information annuelle, concernant successivement tous les territoires communaux au cours d'une période de cinq ans. 
Pour les communes de moins de 10 000 habitants, une enquête de recensement portant sur toute la population est réalisée tous les cinq ans, les populations légales des années intermédiaires étant quant à elles estimées par interpolation ou extrapolation. Pour la commune, le premier recensement exhaustif entrant dans le cadre du nouveau dispositif a été réalisé en 2007,.
En 2014, la commune comptait 153 habitants, en évolution de +4,79 % par rapport à 2009 (Charente : +0,65 %, France hors Mayotte : +2,49 %).
| 1793 | 1800 | 1806 | 1821 | 1831 | 1841 | 1846 | 1851 | 1856 |
| ---- | ---- | ---- | ---- | ---- | ---- | ---- | ---- | ---- |
| 227  | 226  | 216  | 237  | 269  | 266  | 267  | 249  | 235  |

| 1861 | 1866 | 1872 | 1876 | 1881 | 1886 | 1891 | 1896 | 1901 |
| ---- | ---- | ---- | ---- | ---- | ---- | ---- | ---- | ---- |
| 216  | 215  | 211  | 201  | 204  | 178  | 182  | 179  | 186  |

| 1906 | 1911 | 1921 | 1926 | 1931 | 1936 | 1946 | 1954 | 1962 |
| ---- | ---- | ---- | ---- | ---- | ---- | ---- | ---- | ---- |
| 171  | 171  | 142  | 152  | 146  | 133  | 147  | 145  | 117  |

| 1968 | 1975 | 1982 | 1990 | 1999 | 2007 | 2012 | 2014 | - |
| ---- | ---- | ---- | ---- | ---- | ---- | ---- | ---- | - |
| 127  | 162  | 150  | 128  | 125  | 153  | 153  | 153  | - |

### Pyramide des âges
| Hommes | Classe d’âge | Femmes |
| ------ | ------------ | ------ |
| 0,0    | 90 ans ou +  | 2,5    |
| 5,6    | 75 à 89 ans  | 8,6    |
| 16,7   | 60 à 74 ans  | 16,0   |
| 25,0   | 45 à 59 ans  | 16,0   |
| 16,7   | 30 à 44 ans  | 19,8   |
| 18,1   | 15 à 29 ans  | 19,8   |
| 18,1   | 0 à 14 ans   | 17,3   |

| Hommes | Classe d’âge | Femmes |
| ------ | ------------ | ------ |
| 0,5    | 90 ans ou +  | 1,6    |
| 8,2    | 75 à 89 ans  | 11,8   |
| 15,2   | 60 à 74 ans  | 15,8   |
| 22,3   | 45 à 59 ans  | 21,5   |
| 20,0   | 30 à 44 ans  | 19,2   |
| 16,7   | 15 à 29 ans  | 14,7   |
| 17,1   | 0 à 14 ans   | 15,4   |

### Saint-Genis
Cressac absorbe Saint-Genis-de-Blanzac en 1972.
| 1800 | 1831 | 1851 | 1901 | 1921 | 1946 | 1962 | 1968 |
| ---- | ---- | ---- | ---- | ---- | ---- | ---- | ---- |
| 196  | 195  | 207  | 134  | 112  | 79   | 78   | 56   |

## Économie

### Agriculture
La viticulture occupe une partie de l'activité agricole. La commune est située dans les Fins Bois, dans la zone d'appellation d'origine contrôlée du cognac.

## Lieux et monuments

### Patrimoine religieux

#### Commanderie templière

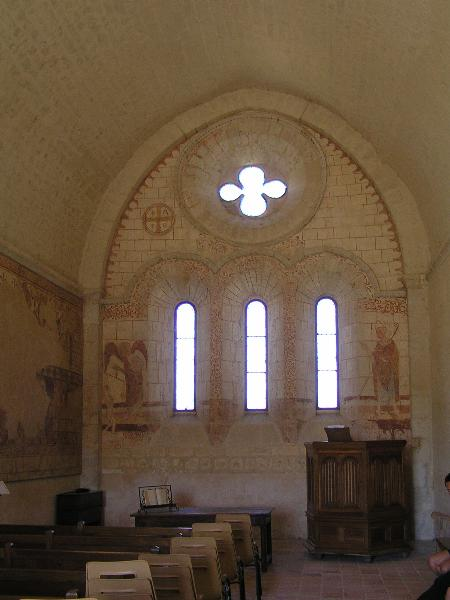
Fresque avec à gauche saint Michel, une croix de consécration, à droite un évêque.

La chapelle des Templiers du XIIe siècle est classée monument historique depuis 1914,.
Elle a été achetée au début du XXe siècle par l'église protestante de Barbezieux, remise en état et sert depuis de lieu de culte ce qui explique la présence d'une croix huguenote au centre du mur sud qui ne présente pas ou plus de fresque.

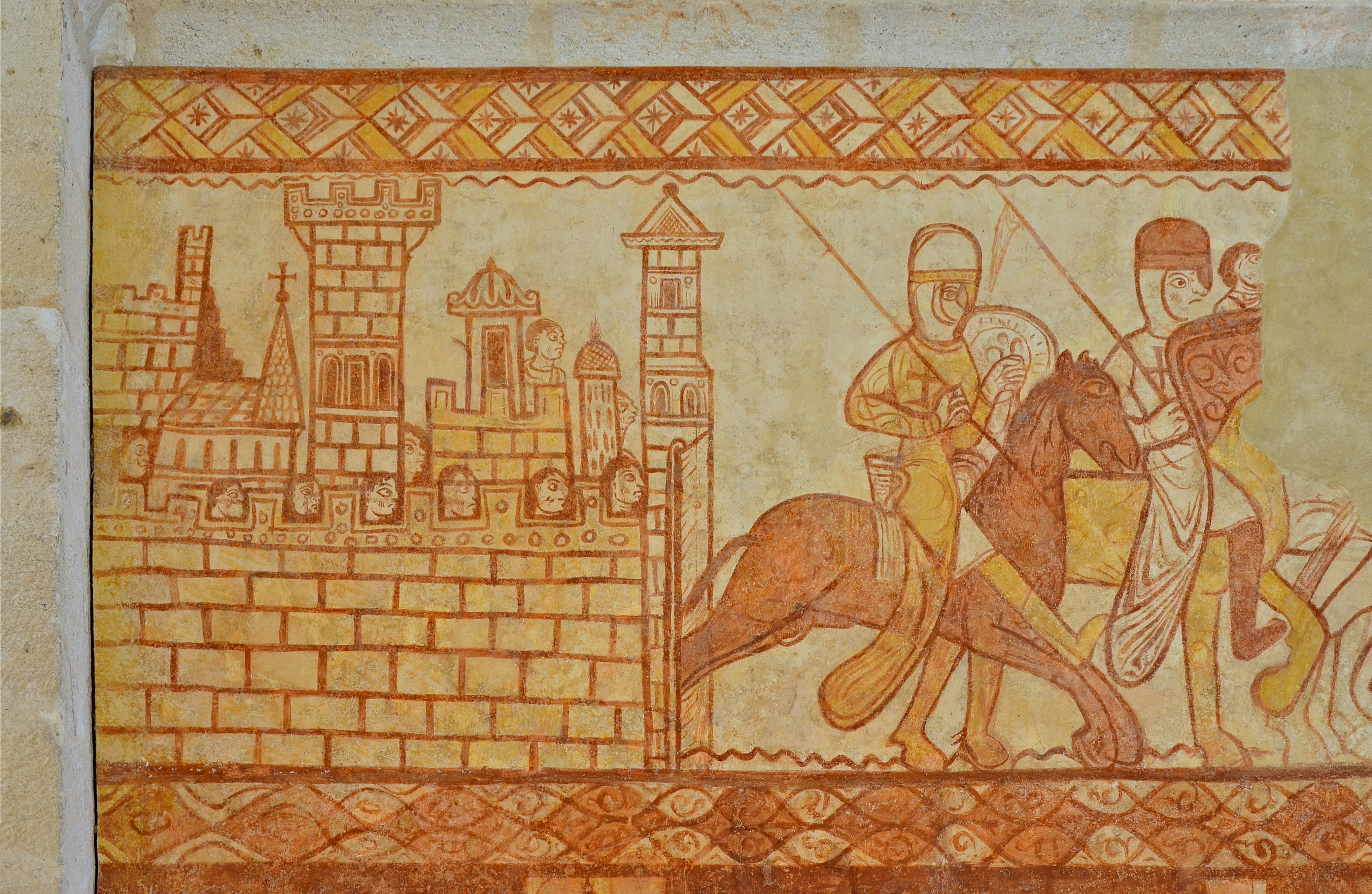
Départ des chevaliers.
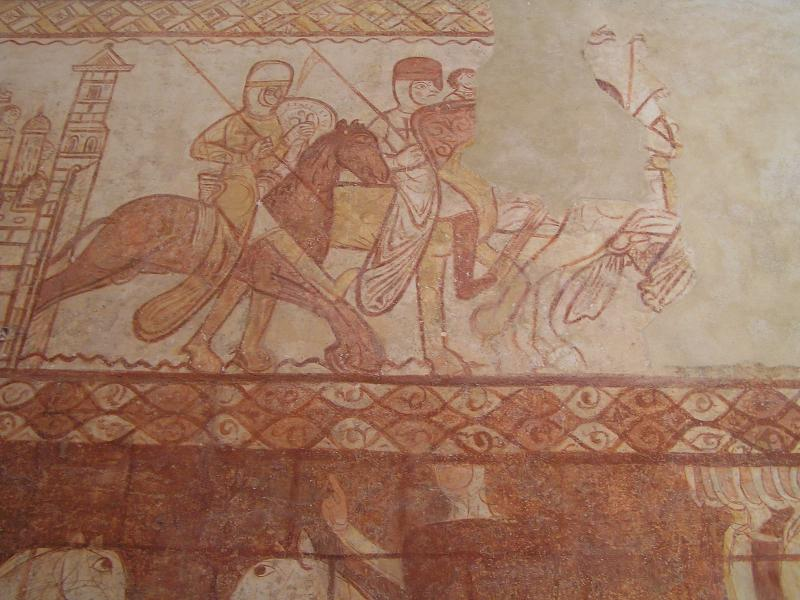
Chevaliers équipés pour le combat.
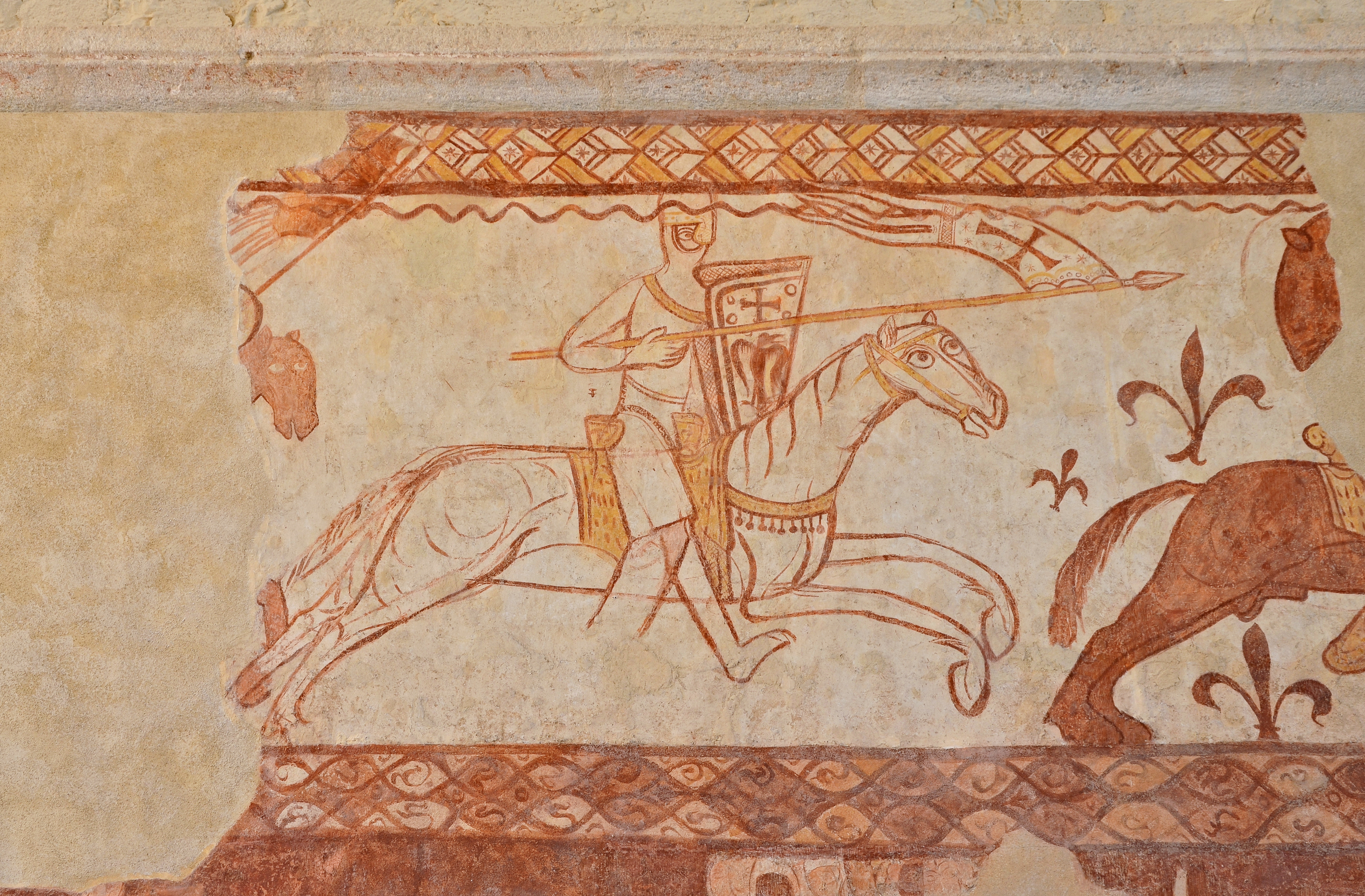
Chevalier au combat
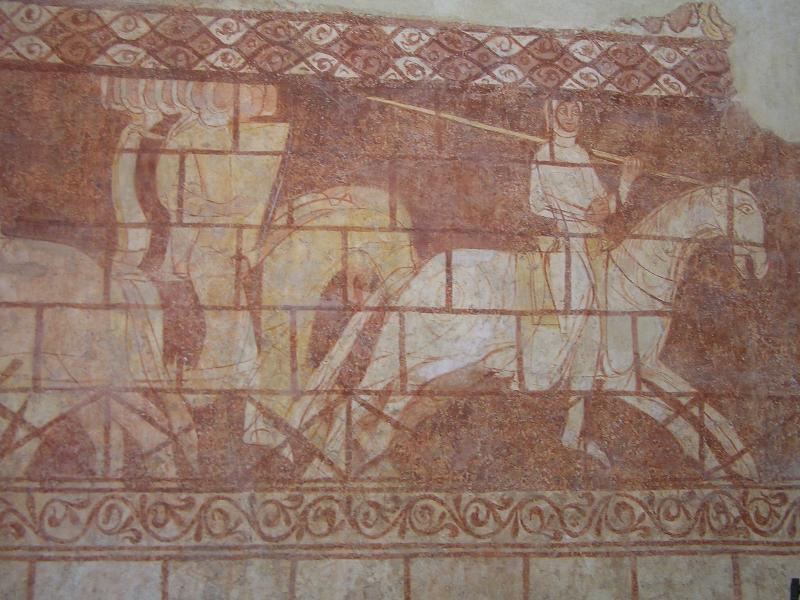
Frise du bas.
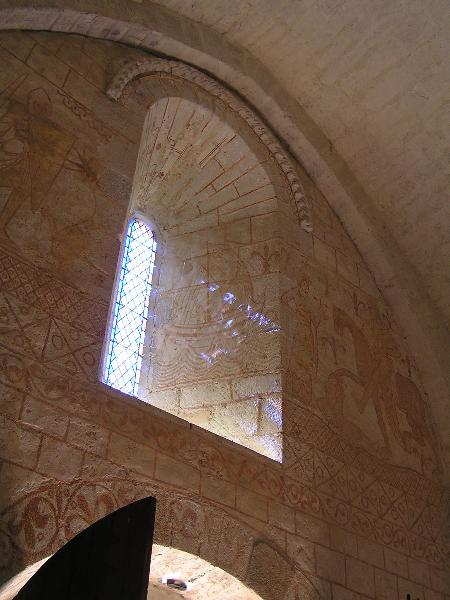
Dans l’embrasement, barque à voile carrée.

#### Église Notre-Dame-de-Cressac
L'église paroissiale Notre-Dame est située au bourg de Cressac, à côté de la mairie.

Notre-Dame de Cressac
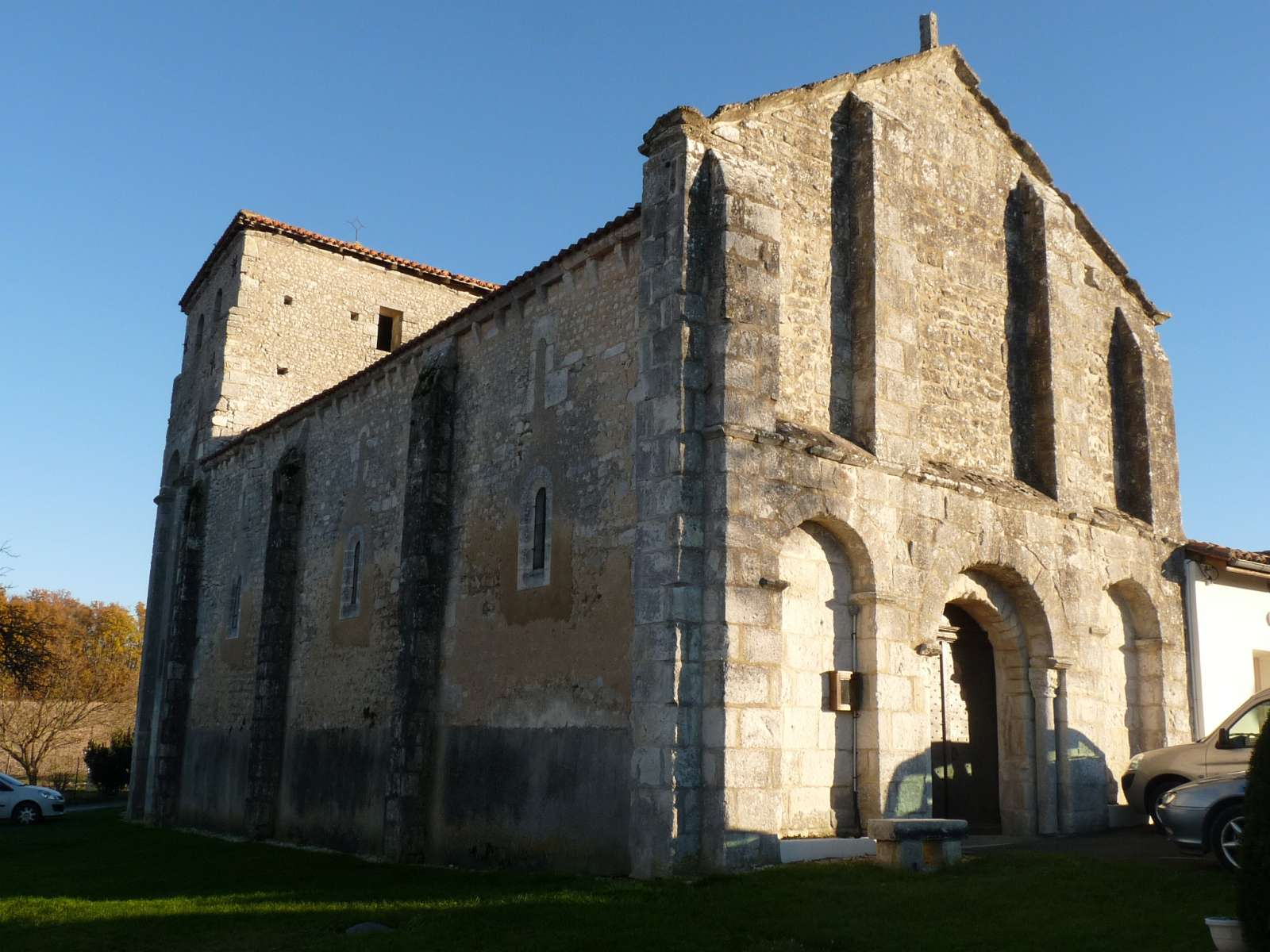
La façade.
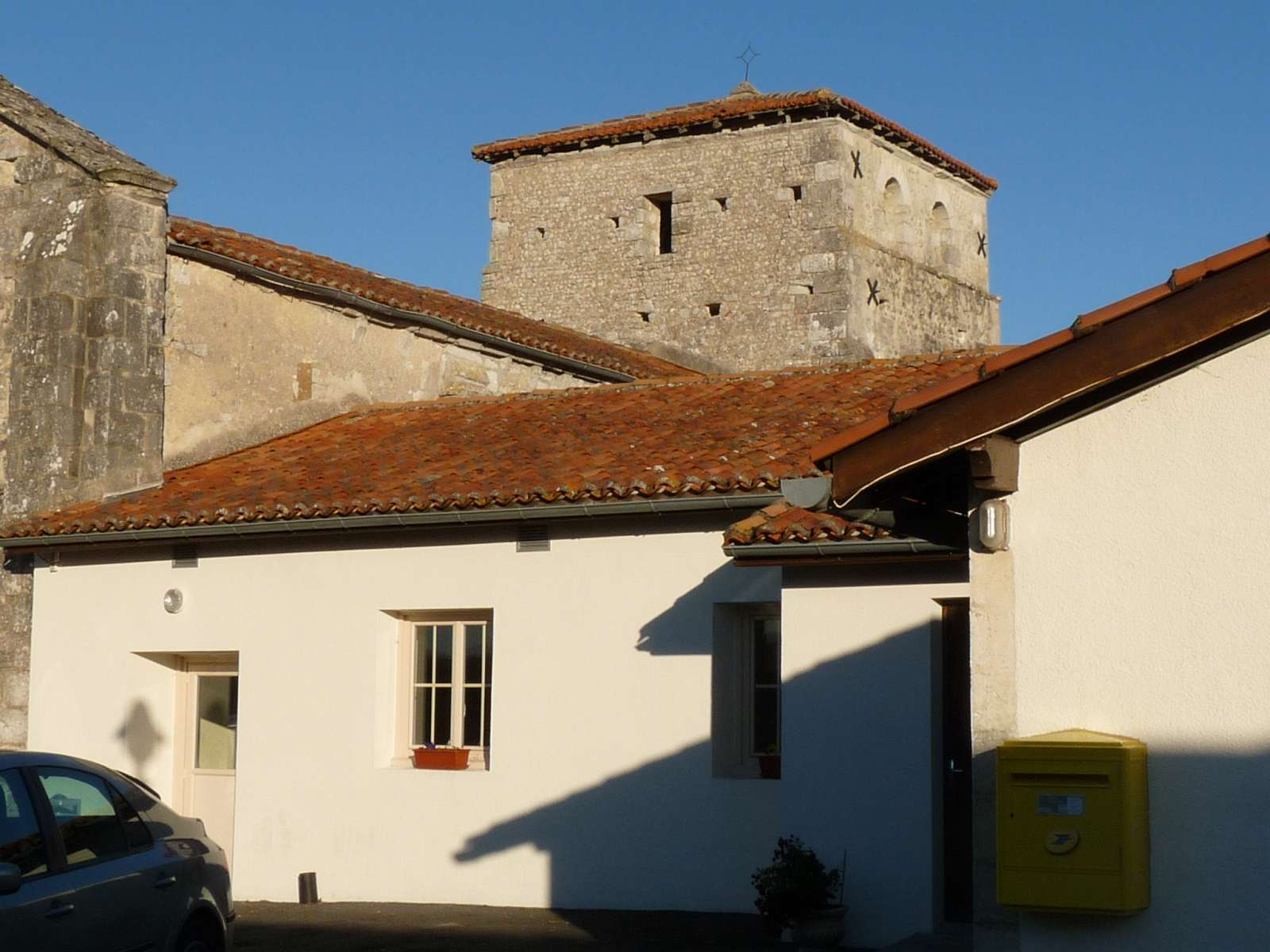
Le clocher derrière la mairie.

#### Église Saint-Genis

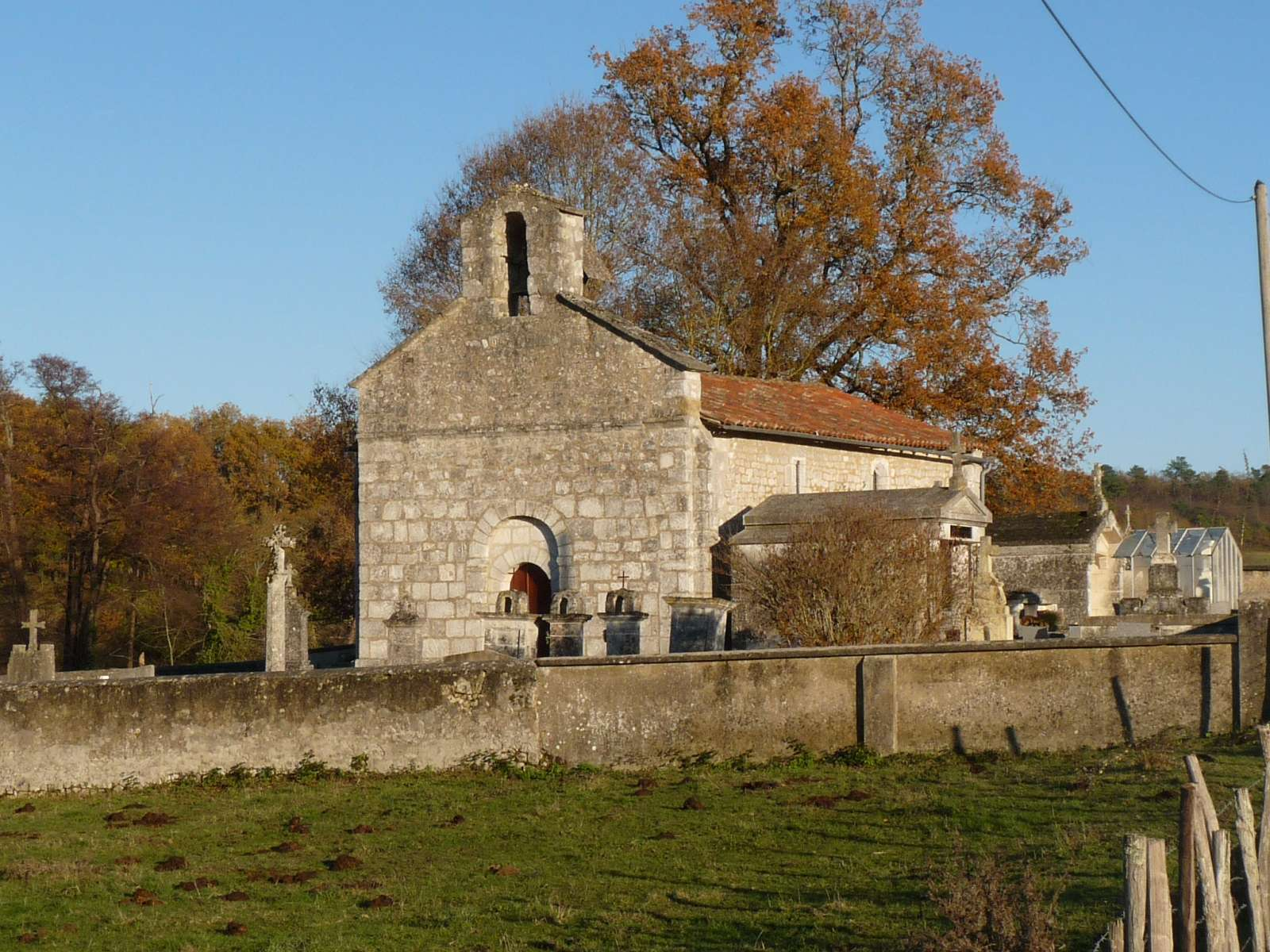
L'église de Saint-Genis.

L'église Saint-Genis devenue chapelle était l'église paroissiale de Saint-Genis-de-Blanzac. Isolée dans la vallée à 1 km de l'église de Cressac et au pied de Porcheresse, elle est entourée de son cimetière.